# Битва при Тулоне (1707)
Битва при Тулоне (29 июля — 21 августа 1707) — эпизод войны за испанское наследство. Франко-испанские войска смогли отразить вторжение имперско-савойских сил, поддержанных британским флотом.

## Предыстория
В июле 1707 года Евгений Савойский попытался захватить Тулон — главную французскую военно-морскую базу на Средиземноморье. 11 июля он пересёк реку Вар, и — несмотря на то, что его тормозил своей нерадивостью савойский правитель Виктор-Амадей II, достиг Фрежюса. 16 июля он установил контакт с британским флотом, которым командовал Клаудесли Шовелл, однако медлительность савойского правителя опять привела к задержкам, в результате чего войска, посланные домой герцогом Бервиком, успели усилить маршала Тессе под Тулоном до подхода имперско-савойских сил 26 июля. Имперско-савойские войска двигались на Тулон, обходя французские укреплённые пункты, что оказалось ошибкой — впоследствии французские гарнизоны, оставшиеся в тылу имперцев, создали угрозу их линиям снабжения.

## Сражение
26 июля имперско-савойские силы, страдая от жары при походе по местности с недружелюбно настроенным населением, достигли Тулона. Город дугой прикрывали 8 бастионов. Так как Тулон был военно-морской базой, то Тессе основные усилия употребил на защиту с моря, в результате чего оборона на суше оказалась слабее.
Сознавая слабость своей армии, состоявшей из немецких наёмников, Евгений Савойский решил сделать ставку на быстрые действия. 30 июля его войска сумели захватить важные высоты Санта-Катарина, на которых была установлена артиллерия, приступившая к бомбардировке города. Французы контратаковали, и за высоты развернулась упорная борьба, однако основная батарея оставалась в руках имперцев, и своим огнём сумела разрушить часть укреплений, защищавших Тулон с моря, что позволило вступить в действие флоту. Бомбардировка с моря привела к пожарам в городе, уничтожившим 150 домов. Опасаясь попадания своих кораблей в руки противника, французы затопили в гавани Тулона весь находившийся там флот.
Несмотря на то, что в целом имперским силам сопутствовал успех, известия о приближении большой деблокирующей армии вынудили их снять осаду. Часть раненых и крупные орудия были погружены на корабли, остальная армия Евгения Савойского 12 августа начала отступление пятью колоннами, и 16 сентября вернулась в свой основной лагерь в Скаленге.

## Последствия
Единственным положительным моментом для имперцев в этой кампании явилось то, что французы, следуя приказу Людовика XIV, во избежание попадания флота в руки противника затопили в гавани более 46 кораблей размером от 50 до 110 пушек. Корабли было необходимо затопить так, чтобы впоследствии их можно было поднять, однако при этом не допустить, чтобы противник мог сжечь корпуса, поэтому у трёхпалубных кораблей над водой оставались лишь верхние палубы. Однако, поскольку корабли провели в затопленном состоянии около месяца (с 17 июля по 9 августа), оказалось, что часть кораблей получила повреждения, делающие невозможным их подъём и дальнейшее использование. В результате этого французский флот безвозвратно лишился 15 кораблей, что сильно ослабило позиции Франции в борьбе с Великобританией за контроль над Средиземноморьем.